# Tretten Skjærgårdsviser
Tretten Skjærgårdsviser is een liederencyclus van de Noorse componist Johan Halvorsen,
In de zomer van 1920 maakte Johan Halvorsen een reis naar Sørlandet, het zuiden van Noorwegen. Hij verbleef er bij vrienden en kennissen op Dvergsøya, nabij Kristiansand, en in het Setesdal. Hij verbleef bij Gina en Davis Vogt, voor wie hij al eerder het lied Sang til Næsset had geschreven. Gedurende de reis vond de componist tijd om dertien (tretten) toonzettingen te schrijven bij teksten van Vilhelm Krag. De liederen werden uitgevoerd op 9 april 1921 in een kort toneelstuk dat Krag had geschreven rondom de liederen. Het werd uitgevoerd onder de titel Sommer i Skjærene. Plaats van handeling was nu eens niet het Nationaltheatret, maar Tivoli in Oslo. Na die ene uitvoeringen verdwenen ze uit het repertoire.  
De aantal van de gedichten/liederen is:
- Morgensang
- Krøllane
- Lovsang til restauratricen Lovise
- Seminaristen Lisabeth
- Mårtens klage over de triste tiane
- Min mosters dragkiste
- Jeg heiser opp mitt seil
- De uheldige tonette
- Trall, O, jeg vilde mig så langt
- Dansen på Uvår.

Een aantal liedjes vond regelmatig hun weg naar platenopnamen, maar de volledige set is in 2012 niet (meer) beschikbaar. 